# Vicente Gonzaga, Duque de Guastalla
Vicente Gonzaga (em italiano:  Vincenzo Gonzaga, 18 de Maio de 1634 – 27 de abril de 1714), foi um príncipe italiano, da família Gonzaga, do ramo dito de Guastalla. Foi duque de Guastalla.

## Biografia
Era filho de André Gonzaga (Andrea Gonzaga), conde de San Paolo, e neto de Ferrante II Gonzaga, o primeiro duque de Guastalla.
Casou em primeiras primeiro com sua prima direita Porzia Guidi. Vicente volta a casar, em segundas núpcias, em 1679, com Maria Vitória Gonzaga (Maria Vittoria Gonzaga) (1659–1707), filha mais nova do seu primo, o duque de Guastalla Ferrante III Gonzaga.
Quando Ferrante III morre em 1678 sem filho varão, Guastalla foi herdada por Fernando Carlos I, Duque de Mântua e Monferrato, que casara com Ana Isabel Gonzaga (Anna Isabella Gonzaga), a filha mais velha do duque. Contudo, Vicente contestou a sucessão dos seus cunhados e, em 1692, com o apoio dos Habsburgos, acabou por se impor como duque de Guastalla.   
Vicente faleceu em Guastalla em 28 de abril de 1714.

## Casamentos de descendência
Vicente Gonzaga casou pela primeira vez com a sua prima direita Porzia Guidi , casamento sem geração.
Volta a casar com Maria Vitória Gonzaga (Maria Vittoria Gonzaga), filha mais nova do seu primo, o duque de Guastalla, de quem teve cinco filhos:
- Maria Isabel Gonzaga (1680-1726);[5]
- Antónia (1685-1687);
- Leonor Luísa (Eleonora Luisa) (1686–1742), que casou em 1709 com Francisco Maria de Médici;
- António Ferrante (Antonio Ferdinando) (1687–1729), que sucedeu ao pai como duque de Guastalla;
- José Maria (Giuseppe Maria) (1690–1746), que sucedeu ao irmão, tornando-se o último duque de Guastalla.

## Herança e Família
Vicente Gonzaga herdou, em 1704, Bozzolo e Pomponesco e, em 1708, Sabbioneta, pela extinção dos ramos locais da família Gonzaga.
Sendo um nome tradicional nos Gonzaga, existem na família vários Vicente (Vincenzo) :
- os seus primos (do ramo mais velho), os duques de Mântua Vicente I Gonzaga (1562-1612) e Vicente II Gonzaga (1594-1627);
- o seu tio Vicente Gonzaga (1602-1694), Vice-Rei de Valência em 1663, Vice-Rei da Catalunha de 1664 a 1667 e, por fim, Vice-Rei da Sicília em 1678;
- o seu primo Vespasiano/Vicente Gonzaga (1621–1687), Vice-Rei de Valência de 1669 a 1675.